# Assassin's Creed Freedom Cry
Assassin's Creed Freedom Cry est un jeu vidéo d'action-aventure développé par Ubisoft Québec et édité par Ubisoft. Situé dans la colonie française de Saint-Domingue (aujourd'hui Haïti) entre 1735 et 1737, Freedom Cry suit Adéwalé, un personnage secondaire important du jeu de 2013 Assassin's Creed IV: Black Flag. Alors qu'il tente de perturber les activités des Templiers dans la mer des Caraïbes pour le compte de leur organisation rivale, la Confrérie des Assassins, Adéwalé se retrouve naufragé à Saint-Domingue, où il se retrouve face à certaines des pratiques esclavagistes les plus brutales.
Initialement publié en tant que contenu téléchargeable (DLC) post-lancement intitulé Assassin's Creed IV: Black Flag — Le Prix de la Liberté (Assassin's Creed IV: Black Flag — Freedom Cry en anglais), une version autonome qui ne nécessite pas le jeu de base de Black Flag a été publiée pour Microsoft Windows, Xbox 360, Xbox One, PlayStation 3 et PlayStation 4 en février 2014. En décembre 2019, le jeu est réédité sur la Nintendo Switch dans le cadre d'une compilation intitulée Assassin's Creed: The Rebel Collection, qui comprend également Black Flag et son successeur, Assassin's Creed Rogue. L'histoire de Freedom Cry, qui se déroule treize ans après les événements de Black Flag, conserve la plupart des mécanismes de jeu de base. Le scénariste Jill Murray a été l'auteur principal de Freedom Cry, tandis que le musicien français Olivier Derivière a composé la bande originale du jeu, en remplacement de Brian Tyler, le compositeur employé pour le jeu de base.
La version Xbox One de Freedom Cry a reçu des critiques favorables de la part des publications de jeux vidéo, tandis que la réception globale des versions PlayStation 4 et Xbox 360 a été moins positive. Les critiques ont généralement loué la narration du jeu et la décision de se concentrer sur un personnage secondaire déjà établi, mais ont été déçus par sa courte durée et le manque d'améliorations substantielles du gameplay par rapport à Black Flag. Freedom Cry a néanmoins été rétrospectivement salué pour sa représentation de l'esclavage dans les jeux vidéo.

## Système de jeu
Freedom Cry est un jeu solo d'action-aventure et d'infiltration se déroulant dans un monde ouvert à la troisième personne. Les joueurs ont le contrôle d'Adéwalé, un ancien esclave de Trinidad, qui a servi comme quartier-maître d'Edward Kenway à bord de son navire le Jackdaw, avant de rejoindre la Confrérie des Assassins. Comme Black Flag, Freedom Cry propose des combats navals où les joueurs peuvent attaquer, aborder et capturer des navires.
Un nouveau mécanisme de jeu introduit dans Freedom Cry est la libération des esclaves opprimés. Chaque esclave libéré sert de "ressource" que le joueur doit accumuler afin de débloquer des améliorations d'armement et d'équipement personnel d'Adéwalé. Les joueurs peuvent utiliser un système de recrutement similaire à celui introduit dans Black Flag pour enrôler des marrons pour combattre aux côtés d'Adéwalé.

## Trame
En 1735, alors qu'il dirige l'attaque d'un convoi templier dans les Antilles, Adéwalé parvient à récupérer un paquet contenant un artefact ancien, mais son navire, la Victoire, est pris dans une violente tempête peu de temps après. Adéwalé se réveille au large de Saint-Domingue et se retrouve à proximité de sa capitale, Port-au-Prince. Sachant que les Templiers devaient remettre l'artefact à une femme nommée Bastienne Josèphe, Adéwalé découvre qu'il s'agit de la tenancière d'une maison close local. Il confronte Josèphe, qui lui révèle qu'elle est secrètement une sympathisante des Marrons, un groupe de combattants de la liberté composé d'esclaves libérés, et qu'elle utilise l'argent qui lui est versé par les Templiers pour libérer des esclaves dans la région. Adéwalé est persuadé par Josèphe d'aider la cause des Marrons ; il rencontre leur chef Augustin Dieufort, et réquisitionne un nouveau navire, l'Experto Crede, pour perturber le trafic d'esclaves dans la région.
Alors qu'il travaille pour Bastienne, Adéwalé apprend que le gouverneur de Port-au-Prince, Pierre de Fayet, prépare une expédition clandestine pour recueillir des données géographiques qu'il compte vendre au plus offrant. Adéwalé infiltre l'expédition en remplaçant ses esclaves analphabètes par des Marrons lettrés afin de se procurer les données recherchées par le gouverneur. Bastienne s'oppose au plan d'Adéwalé pour de nouveaux raids contre la traite des esclaves et affirme que de Fayet punira les esclaves emprisonnés en représailles de l'offensive marron. Adéwalé l'ignore, mais plus tard, il voit une frégate française tirer sur un navire négrier désarmé pour empêcher les esclaves de rejoindre les Marrons. Adéwalé sauve quelques esclaves de la noyade, mais le navire finit par chavirer, tuant les autres.

Voulant se venger, Adéwalé s'infiltre dans le manoir de Fayet et l'assassine. Avant de mourir, le gouverneur affirme que les esclaves sont des sous-hommes incapables de s'auto-gouverner. Après avoir remis l'artefact à Josèphe, Adéwalé quitte Port-au-Prince et retourne aux Assassins, mais s'engage à continuer d'aider les opprimés de la région.

## Développement et sortie
Le scénariste principal de Freedom Cry est Jill Murray, qui a également écrit Assassin's Creed III: Liberation et le DLC Aveline pour Black Flag. Parmi les autres scénaristes de Freedom Cry figuraient Melissa MacCoubrey, Hugo Giard et Wesley Pincombe. La bande originale de Freedom Cry a été composée par Olivier Derivière. Elle a été enregistrée aux Avatar Studios à New York avec La Troupe Makandal, un groupe spécialisé dans la musique haïtienne, et aux Galaxy Studios en Belgique avec le Brussels Philharmonic.
Freedom Cry a été initialement publié en décembre 2013 en tant qu'extension (DLC) pour les versions Microsoft Windows, PlayStation 3, PlayStation 4, Xbox 360 et Xbox One de Black Flag. En février 2014, il a été annoncé que Freedom Cry sortirait en tant que titre autonome sur PlayStation 3 et PlayStation 4 le 18 février 2014 pour l'Amérique du Nord et le 19 février 2014 pour l'Europe. Il a ensuite été publié sur PC le 25 février 2014. Avec Black Flag et Assassin's Creed Rogue, Freedom Cry a été inclus dans Assassin's Creed: The Rebel Collection pour Nintendo Switch, qui est sorti le 6 décembre 2019.

## Accueil
Selon l'agrégateur de notes Metacritic, Freedom Cry a été généralement bien accueilli sur Xbox One, tandis que les versions PlayStation 4 et Xbox 360 ont obtenu un score légèrement inférieur avec des critiques mitigées ou moyennes.
En février 2015, Murray, MacCoubrey, Giard et Pincombe ont reçu conjointement une nomination à la 67e édition des Writers Guild of America Awards pour le scénario et l'histoire de Freedom Cry.